# Norra grundet (Sottunga, Åland)
Norra grundet är ett skär i Åland (Finland). Det ligger i Skärgårdshavet och i kommunen Sottunga i landskapet Åland, i den sydvästra delen av landet. Ön ligger omkring 40 kilometer öster om Mariehamn och omkring 240 kilometer väster om Helsingfors.
Öns area är 1,8 hektar och dess största längd är 200 meter i öst-västlig riktning. Trakten är glest befolkad. Närmaste större samhälle är Vårdö, 17,4 km nordväst om Norra grundet.